# Cathedral Oceans
Cathedral Oceans ist das sechste Soloalbum des ehemaligen Ultravox-Sängers John Foxx. Es war sein erstes Soloalbum nach Beginn seiner Schaffenspause 1985. Das Ambient-Album erschien im März 1997 auf Foxx’ eigenen Label Metamatic und ist der erste Teil einer Trilogie, die auch die Alben Cathedral Oceans II (2003) und Cathedral Oceans III (2005) umfasst.

## Titelliste
1. Cathedral Oceans (5:17, Foxx)
2. City as Memory (5:43, Foxx/Griffiths)
3. Through Summer Rooms (6:35, Foxx)
4. Geometry and Coincidence (5:24, Foxx)
5. If Only... (3:21, Foxx)
6. Shifting Perspective (2:33, Foxx)
7. Floating Islands (6:07, Foxx)
8. Infinite in All Directions (5:50, Foxx/Gordon)
9. Avenham Collonade (6:12, Foxx)
10. Sunset Rising (2:37, Foxx/Griffiths)
11. Invisible Architecture (3:22, Foxx)

## Entstehungsgeschichte
Nach seinem 1985er-Album In Mysterious Ways verlor Foxx das Interesse am Musikbusiness und betätigte sich primär als Grafikdesigner. Er lebte zeitweilig in Rom und entdeckte dort für sich den bei Viterbo gelegenen, in der zweiten Hälfte des 16. Jahrhunderts errichteten Park Sacro Bosco, dessen überwucherte Skulpturen ihn nachhaltig beeindruckten.
Anfang der 1990er-Jahre begann Foxx wieder, sich mit Musik auseinanderzusetzen. Inspiriert durch die boomende House- und Acidszene in Detroit und London fokussierte er sich zeitweise auf elektronische Tanzmusik. So gründete er mit Tim Simenon von Bomb the Bass ein Acid-Projekt namens Nation XII, in dessen Rahmen einige Singles sowie die Computerspiel-Soundtracks zu Gods und Speedball entstanden, und führte Regie beim Musikvideo zur Debütsingle von LFO. Von 1992 bis 1995 hielt er sich (abgesehen von einem gescheiterten Bandprojekt) erneut vom Musikbusiness fern und ging seinem Lehrauftrag für Grafikdesign an der Leeds Metropolitan University nach.
Vor diesem musikalischen Hintergrund ist das plötzliche Wiederauftauchen von Foxx 1997 zu betrachten. Sein Interesse an atmosphärischen Klängen deutete sich erstmals 1981 beim titelgebenden Stück des Albums The Garden an. Prägende Einflüsse für Arbeiten in dieser Richtung waren Foxx’ Erfahrungen als Chorsänger während seiner Kindheit sowie die Lektüre von J. G. Ballards 1963 veröffentlichtem Roman The Drowned World. Erste Aufnahmen für Cathedral Oceans erfolgten bereits 1983, Foxx unterbrach die Arbeiten aber, weil seine damalige Plattenfirma Virgin kein Verständnis für diese Art von Musik hatte. Sein Italien-Aufenthalt und insbesondere der Sacro-Bosco-Park setzten in Foxx eine laut eigener Aussage „starke emotionale Aufladung“ frei, die die Arbeit an Cathedral Oceans inspirierte. 1987 führte Foxx in England und Rom einige Stücke live auf, die er als audiovisuelle Performance inszenierte. 1995 schloss er die Aufnahmen zum Album ab.
Das Cover und das restliche Artwork des Albums stammen von Foxx selbst, es handelt sich um verfremdete und mit Texturen überlegte Fotos, die er von Steinstatuen geschossen hatte. Für das optische Motiv der Fusion aus Natur und Kunst interessierte sich Foxx bereits in den frühen 1980er-Jahren, geprägt einerseits durch Ballard, andererseits durch eine Wanderreise durch das ländliche England. Die Besuche im Einige der dem Artwork zugrunde liegenden Fotografien entstanden bereits in den späten 1970er-Jahren während Tourneen mit Foxx’ alter Band Ultravox. Parallel zum Cathedral-Oceans-Album wurden zwei begleitende Medien veröffentlicht: Ein Buch mit 31 thematisch passenden Fotografien von Foxx und Auszügen aus seinem unveröffentlichten Roman The Quiet Man sowie eine DVD, die zu den Titeln des Albums eine Slideshow mit Foxx’ Fotografien zeigt.
2003 wurde das Album unter dem Titel Cathedral Oceans I im Verbund mit dem inhaltlichen Nachfolgealbum Cathedral Oceans II erneut veröffentlicht. 2010 wurde das Album gemeinsam mit Cathedral Oceans II, Cathedral Oceans III und der DVD als The Complete Cathedral Oceans veröffentlicht.

## Stil und Rezeption
Foxx’ Ziel war es, die Effekte von Echo und Nachhall einzufangen, die auftraten, wenn zeitgenössische Alte Musik, insbesondere gregorianische Choräle, in großen, in der Regel kirchlichen Bauwerken gespielt wurde.
Allmusic bezeichnete das Album als „angenehme Überraschung“ und wertete, die „friedliche und gelassene Geräuschkulisse“ sei „perfekt für Entspannung und Meditation“, das Album sei insgesamt „essenzielle E-Musik“. Das Fact-Magazin bezeichnete Cathedral Oceans als Foxx’ „mächtigstes“ Ambient-Werk. Trouser Press kategorisierte das Album als „neo-gregorianische Klanglandschaften“, die Fans von Foxx’ Frühwerk möglicherweise überraschen und enttäuschen würden. Der Musikjournalist Paul Rigby befand, die Musik baue sich in Wellen schichtweise auf, beginne dann „zu flimmern und zu verblassen“ und werde schließlich von einer neuen Klangwelle überspült.